# Бард-колледж
Бард-колледж (англ. Bard College, сокращённо Бард) — престижный частный гуманитарный университет свободных искусств и наук, расположенный в городе Аннандейл-на-Гудзоне, округ Датчесс, штат Нью-Йорк. 
Основан в 1860 году как колледж Святого Стефана. Бард входит в различные рейтинги самых инновационных учебных заведений США. Здание колледжа является Национальным историческим памятником США.
В состав учреждения входит одна из самых молодых и прогрессивных консерваторий Америки — Музыкальная консерватория Бард-колледжа, Институт экономики Леви и Центр исполнительских искусств имени Ричарда Фишера.
В бакалавриате главного кампуса 24 профиля в рамках четырёх отделений:
- естественных наук, математики и компьютерных наук
- искусств
- социальных исследований
- иностранных языков и литературы

Плюс к этому есть ещё 24 междисциплинарных программ и концентраций, реализуемых силами преподавателей разных отделений. Бард также реализует обучение по 8 магистерским программам и одной аспирантской, предлагающим учёную степень более, чем по 20 направлениям в области искусств и наук. Колледж имеет образовательную сеть из более чем 35 дочерних программ, институтов и центров, охватывающих 12 городов, 5 штатов, 7 стран и 4 континента.

## История
Основан в марте 1860 года. В 1861 году началось строительство первого здания колледжа Святого Стефана. Колледж начал набор первых студентов. В 1866 году был построен Ладлоу-зал. Престон-зал был построен в 1873 году и использовался в качестве трапезной. Строительство четырёх общежитий, известных под общим названием Stone Row, было завершено в 1891 году. В 1895 году была построена Мемориальная библиотека Хоффмана. Школа официально изменила своё название на «Бард-колледж» в 1934 году в честь своего основателя Джона Барда.
В 1928 году колледж объединился с Колумбийским университетом, так же, как и Барнард-колледж. В соответствии с соглашением, Бард-колледж остался аффилированным с Епископальной Церковью и сохранил контроль над своими финансами. 25 мая 1933 года деканом колледжа был назначен профессор Колумбийского университета доктор Дональд Тьюксбери. Во время Второй Мировой войны количество студентов значительно снизилось, из-за чего сильно пострадало финансирование колледжа. В целях увеличения количества студентов, колледж стал независимым, разорвав связи с Колумбийским университетом.
В 1975 году президентом колледжа был избран Леон Ботстейн. Под его руководством колледж пережил существенные изменения. Были созданы несколько научных и исследовательских центров, библиотека, 35 дочерних институтов. Появилось множество программ международного сотрудничества. Количество студентов увеличилось в среднем в 4 раза.
22 июня 2021 года Генпрокуратура России сообщила, что считает деятельность Бард-колледжа представляющей «угрозу основам конституционного строя и безопасности Российской Федерации», а 30 июня по её предложению Министерство юстиции внесло вуз в список «нежелательных организаций». До этого Бард-колледж много лет сотрудничал с Санкт-Петербургским университетом.